# Dziewięciornik

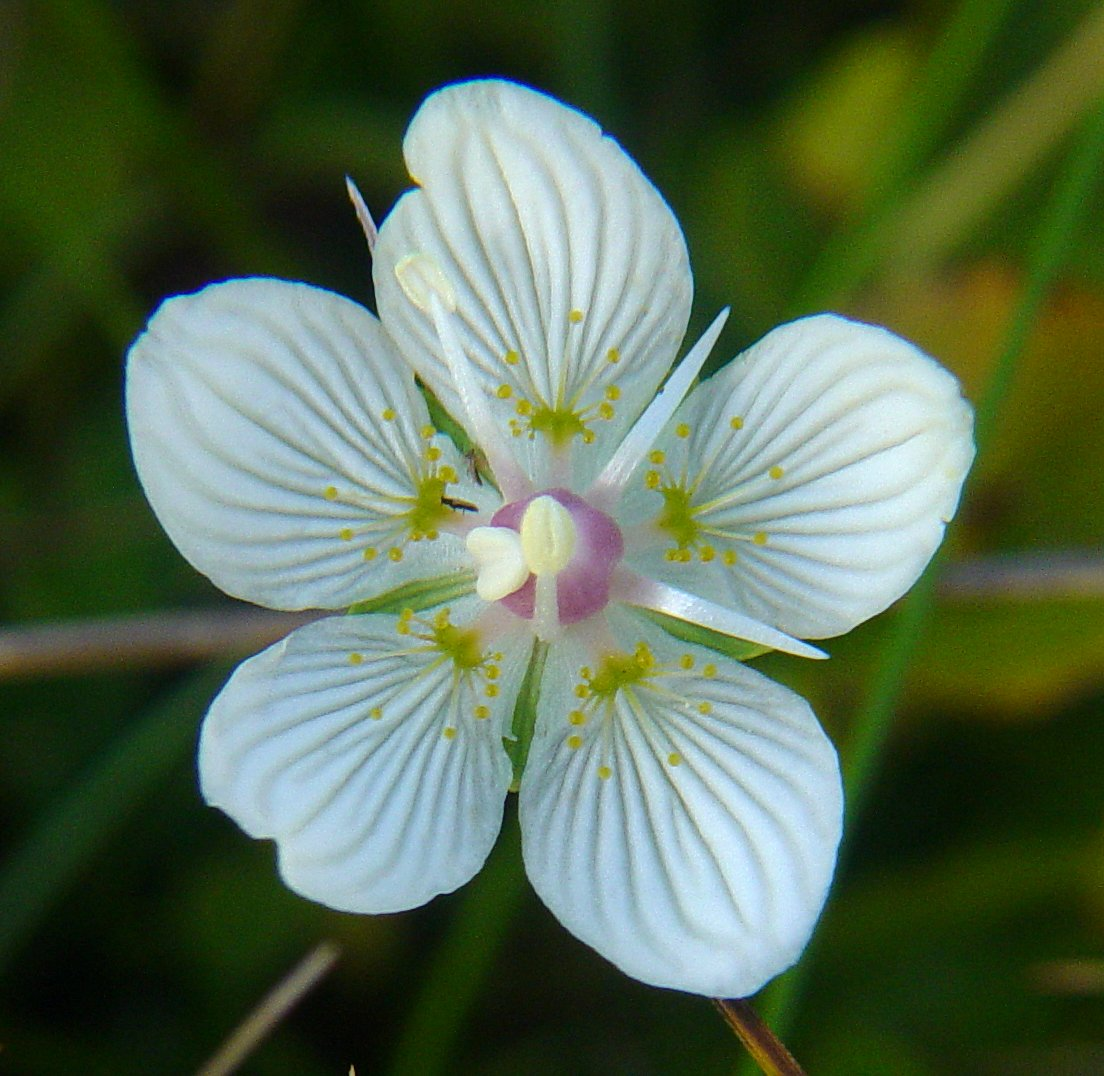
Kwiat dziewięciornika błotnego

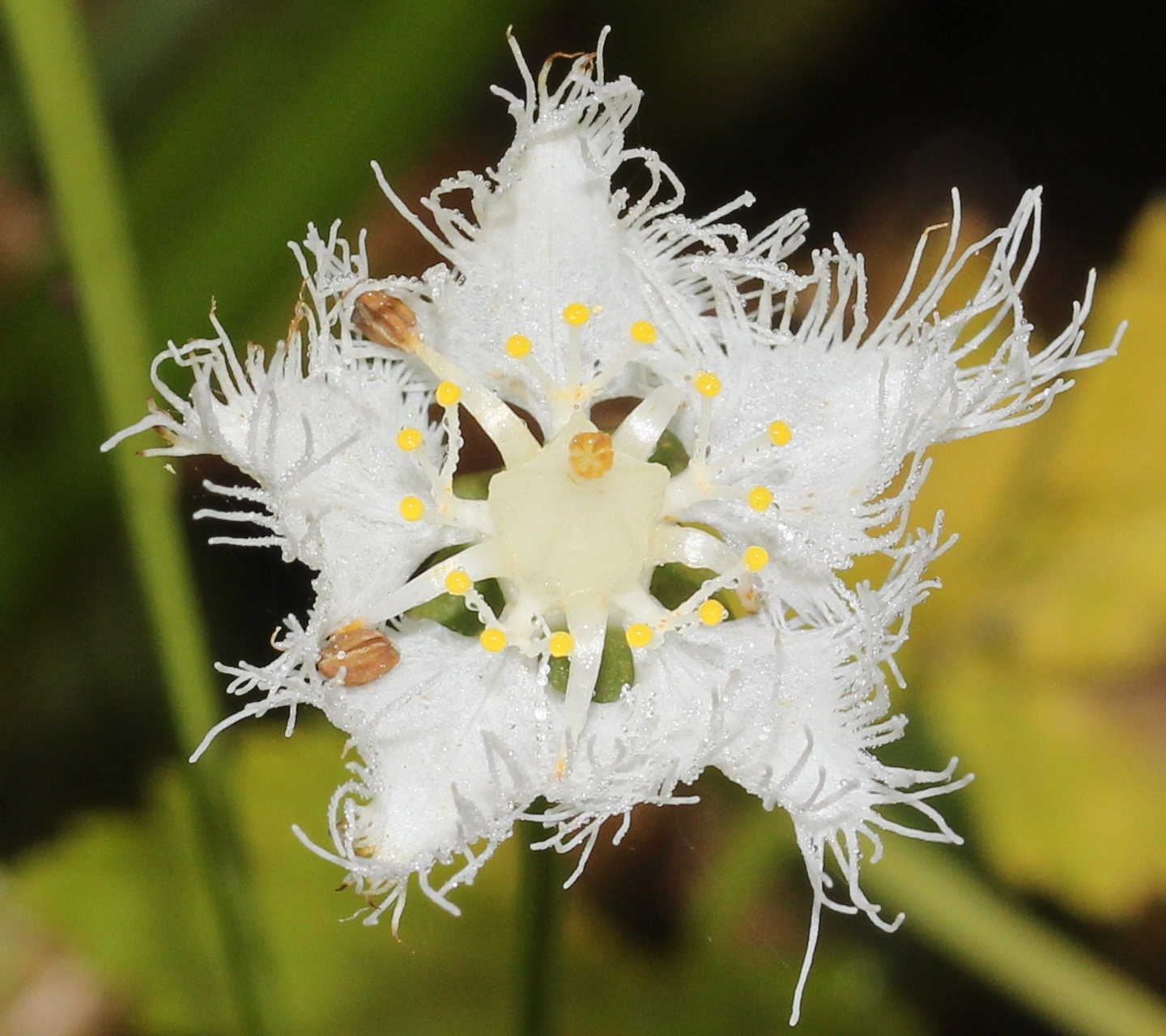
Kwiat Parnassia foliosa

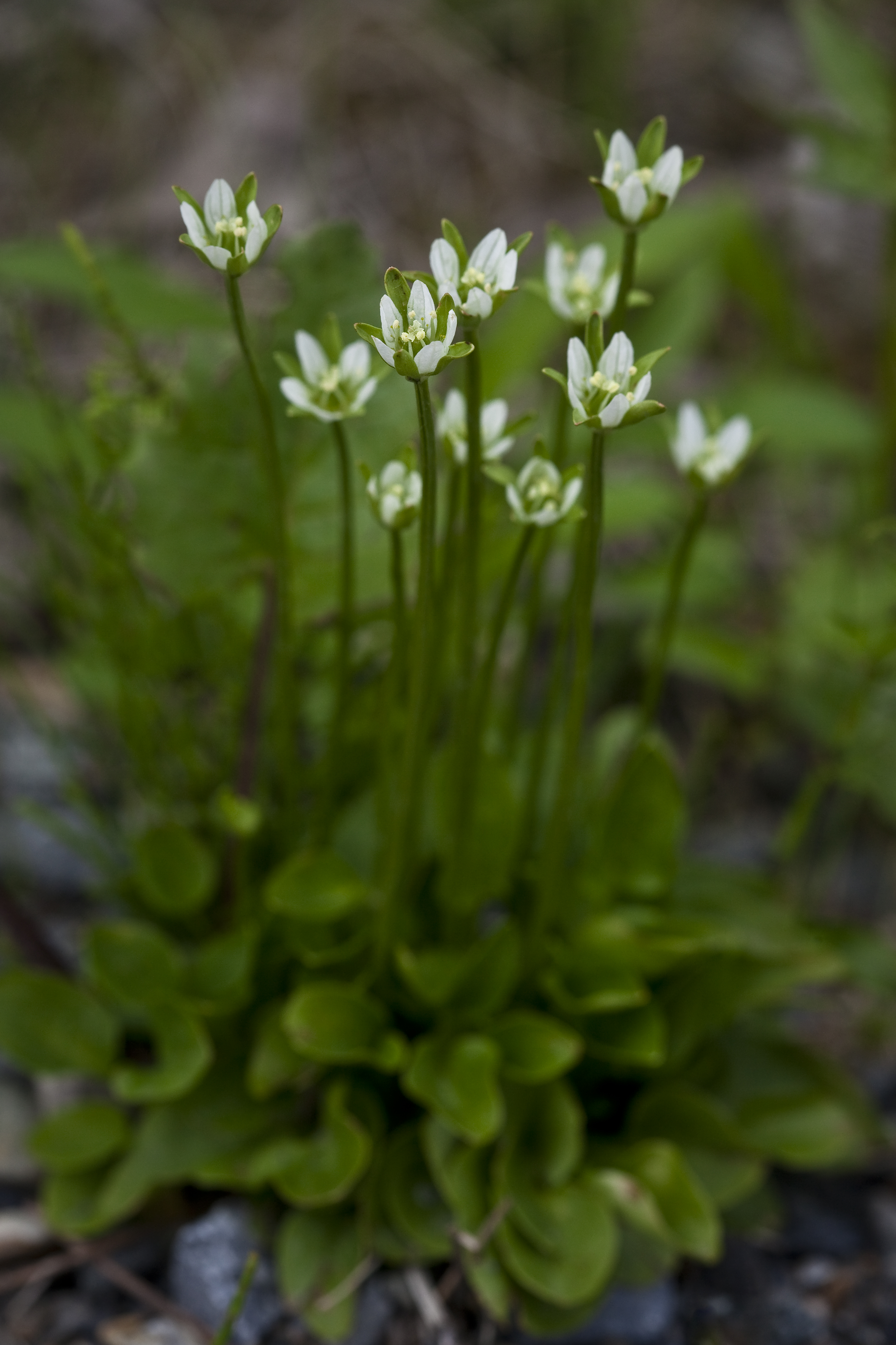
Parnassia kotzebuei

Dziewięciornik (Parnassia L.) – rodzaj roślin zielnych należący do rodziny dławiszowatych. Należy tu około 70 gatunków. Dawniej włączany do rodziny skalnicowatych, jednak badania genetyczne wykazały, że z innymi zaliczanymi tam roślinami jest odlegle spokrewniony. Rośliny tu należące są wieloletnimi roślinami zielnymi występującymi w strefy umiarkowanej półkuli północnej. Najliczniej występują w południowej i południowo-wschodniej Azji (w Chinach rośnie 49 endemitów z tego rodzaju). Do polskiej flory należy dziewięciornik błotny (Parnassia palustris).
Niektóre gatunki z tego rodzaju bywają uprawiane jako ozdobne.

## Morfologia
PokrójRośliny zielne, trwałe, u części przedstawicieli z kłączami lub rozłogami. Pęd wzniesiony, nierozgałęziony.
LiścieSkrętoległe, skupione w odziomkową rozetę, tylko u gatunków kłączowych wyrastają 1–2 liście w węzłach, poza tym zwykle z pojedynczym, rzadziej z kilkoma liśćmi łodygowymi. Liście bez przylistków, całobrzegie, z użyłkowaniem dłoniastym.
KwiatyObupłciowe, zwykle promieniście symetryczne. Działki w liczbie 5 zrośnięte są u nasady. Płatki osiągają od 3 do 22 mm i są najczęściej dłuższe od działek. Mają barwę białą z ciemniejszymi żyłkami, rzadziej płatki są żółtawe. Pręcików jest 5, poza tym występuje 5 prątniczków. Słupek najczęściej 4-krotny (rzadziej 3- lub 5-krotny), z zalążnią górną lub wpół dolną, jednokomorową. Zalążków jest od 100 do kilku tysięcy.
OwoceTorebki jajowate do kulistych, jednokomorowe, otwierające się 4 klapami, rzadziej 3 lub 5. Owoce zawierają liczne, oskrzydlone nasiona.

## Systematyka
Pozycja według Angiosperm Phylogeny Website (aktualizowany system APG IV z 2016)
Jeden z rodzajów rodziny dławiszowatych Celestraceae z rzędu dławiszowców Celestraceae należącego do grupy różowych (rosids) w obrębie dwuliściennych.
Pozycja w systemie Reveala (1993–1999)
Gromada okrytonasienne (Magnoliophyta Cronquist, podgromada Magnoliophytina Frohne & U. Jensen ex Reveal, klasa Rosopsida Batsch, podklasa różowe (Rosidae Takht.), nadrząd Celestranae, rząd dziewięciornikowce (Parnassiales Nakai), rodzina dziewięciornikowate (Parnassiaceae Gray), podrodzina Parnassioideae Arn., plemię Parnassieae Dumort., rodzaj dziewięciornik (Parnassia L.).
Pozycja rodzaju w systemie Cronquista (1981)
Gromada okrytonasienne, klasa dwuliścienne, podklasa Rosidae, nadrząd Rosiflorae, rząd skalnicowce, rodzina skalnicowate.
Wykaz gatunków
- Parnassia amoena Diels
- Parnassia angustipetala T.C. Ku
- Parnassia asarifolia Vent.
- Parnassia bifolia Nekr.
- Parnassia brevistyla (Brieger) Hand.-Mazz.
- Parnassia cacuminum Hand.-Mazz.
- Parnassia californica (A. Gray) Greene
- Parnassia caroliniana Michx.
- Parnassia chengkouensis T.C. Ku
- Parnassia chinensis Franch.
- Parnassia cirrata Piper
- Parnassia cooperi W.E. Evans
- Parnassia cordata (Drude) Z.P. Jien ex T.C. Ku
- Parnassia crassifolia Franch.
- Parnassia davidii Franch.
- Parnassia degeensis T.C. Ku
- Parnassia delavayi Franch.
- Parnassia deqenensis T.C. Ku
- Parnassia dilatata Hand.-Mazz.
- Parnassia epunctulata J.T. Pan
- Parnassia esquirolii H. Lév.
- Parnassia faberi Oliv.
- Parnassia farreri W.E. Evans
- Parnassia filchneri Ulbr.
- Parnassia fimbriata K.D. Koenig
- Parnassia foliosa Hook. f. & Thomson
- Parnassia gansuensis T.C. Ku
- Parnassia glauca Raf.
- Parnassia grandifolia DC.
- Parnassia guilinensis G.Z. Li & S.C. Tang
- Parnassia intermedia Rydb.
- Parnassia kangdingensis T.C. Ku
- Parnassia kotzebuei Cham. & Schltdl. ex Spreng.
- Parnassia labiata Z.P. Jien
- Parnassia lanceolata T.C. Ku
- Parnassia laxmannii Pall. ex Schult.
- Parnassia leptophylla Hand.-Mazz.
- Parnassia lijiangensis T.C. Ku
- Parnassia longipetala Hand.-Mazz.
- Parnassia longipetaloides J.T. Pan
- Parnassia longshengensis T.C. Ku
- Parnassia lutea Batalin
- Parnassia monochorifolia Franch.
- Parnassia montanensis Fernald & Rydb.
- Parnassia mysorensis F. Heyne ex Wight & Arn.
- Parnassia noemiae Franch.
- Parnassia nubicola Wall. ex Royle
- Parnassia obovata Hand.-Mazz.
- Parnassia omeiensis T.C. Ku
- Parnassia oreophila Hance
- Parnassia palustris L. – dziewięciornik błotny
- Parnassia parviflora DC.
- Parnassia perciliata Diels
- Parnassia petitmenginii H. Lév.
- Parnassia pusilla Wall. ex Arn.
- Parnassia qinghaiensis J.T. Pan
- Parnassia rhombipetala B.L. Chai
- Parnassia scaposa Mattf.
- Parnassia simaoensis Y.Y. Qian
- Parnassia submysorensis J.T. Pan
- Parnassia subscaposa C.Y. Wu ex T.C. Ku
- Parnassia tenella Hook. f. & Thomson
- Parnassia tibetana Z.P. Jien ex T.C. Ku
- Parnassia trinervis Drude
- Parnassia venusta Z.P. Jien
- Parnassia wightiana Wall. ex Wight & Arn.
- Parnassia xinganensis C.Z. Gao & G.Z. Li
- Parnassia yanyuanensis T.C. Ku
- Parnassia yiliangensis T.C. Ku
- Parnassia yui Z.P. Jien
- Parnassia yulongshanensis T.C. Ku
- Parnassia yunnanensis Franch.